# Frank Buckley
Francis Charles "Frank" Buckley (Major Frank Buckley), född 9 november 1883, död 22 december 1964, var en engelsk fotbollsspelare och manager.
Buckley föddes i Urmston i Manchester och deltog i andra boerkriget vid sekelskiftet 1900. Efter första världskriget, där han ledde den så kallade "Footballers' battalion", fick han gradbeteckningen major. Som fotbollsspelare flyttade han runt mellan flera olika klubbar. Han spelade som centerhalv i Aston Villa, Brighton, Manchester United, Manchester City, Birmingham City, Derby County och Bradford City. Han spelade även en landskamp för England, mot Irland 1914.
Efter kriget anställdes han som tränare i Norwich City, men på grund av en kris lämnade flera styrelsemedlemmar och spelare klubben, och även Buckley avgick. I oktober 1923 fick han jobbet som tränare i Blackpool som spelade i division två. Under de fyra år som Buckley var i Blackpool lyckades man visserligen aldrig gå upp i division ett, men han bidrog till klubbens utveckling genom att inleda en ungdomssatsning. Han introducerade även de orange matchtröjor som laget har haft sedan dess.
Buckley anställdes av Wolverhampton Wanderers 1927 och inledde även där en ungdomssatsning som skulle komma att leda till klubbens storhetstid under 1950-talet. Han värvade billigt och gav unga spelare som Stan Cullis och Billy Wright chansen att etablera sig i laget. Billy Wright gjorde för övrigt debut som 15-åring, men Buckley ville skicka hem honom då han ansåg att Wright var för liten till växten. Wright prövades på flera olika positioner innan han etablerade sig som halvback. När Buckley kom till Wolverhampton låg laget i division två. Man var nära att gå upp i division ett både 1928 och 1929 innan man vann serien 1932. Under Buckleys ledning klättrade laget i tabellen och man kom på andra plats i ligan både 1938 och 1939. Inför säsongen 1938/39 sålde Buckley Bryn Jones till Arsenal för 14 000 pund. Wolves hade värvat Jones från det walesiska amatörlaget Aberavon, och i och med den här affären hade Buckley på fyra år sålt spelare för 100 000 pund.
Efter sjutton år i Wolves lämnade Buckley klubben i februari 1944. Han flyttade till Notts County, men hade ingen större lycka och avgick efter två år. Han tog över Hull City, men lämnade klubben efter två år för att bli tränare i Leeds United. I Leeds fortsatte Buckley att värva unga spelare. Han upptäckte bland annat John Charles, som skrev på för Leeds som 17-åring och som kom att bli en av de mest berömda spelarna under 1950-talet. Klubben hade ekonomiska problem, men tack vare Buckleys billiga värvningar och dyra försäljningar förbättrades ekonomin. Bland annat köpte han Roly Depear från Boston för 500 pund i maj 1948 för att ett år senare sälja honom till Newport för 7 500 pund. Buckley införde även annorlunda träningsmetoder: för att förbättra spelarnas smidighet och balans introducerade han dansträning.
Buckley lyckades inte föra upp Leeds till division ett, och efter att laget slutat på tionde plats i division två avgick han i april 1953. Han blev tränare i Walsall i division tre, men lämnade klubben i september 1955 och avslutade tränarkarriären. Frank Buckley avled i december 1964, 81 år gammal.